# デイヴィ・ジョーンズの監獄
- ディヴィ・ジョーンズの監獄

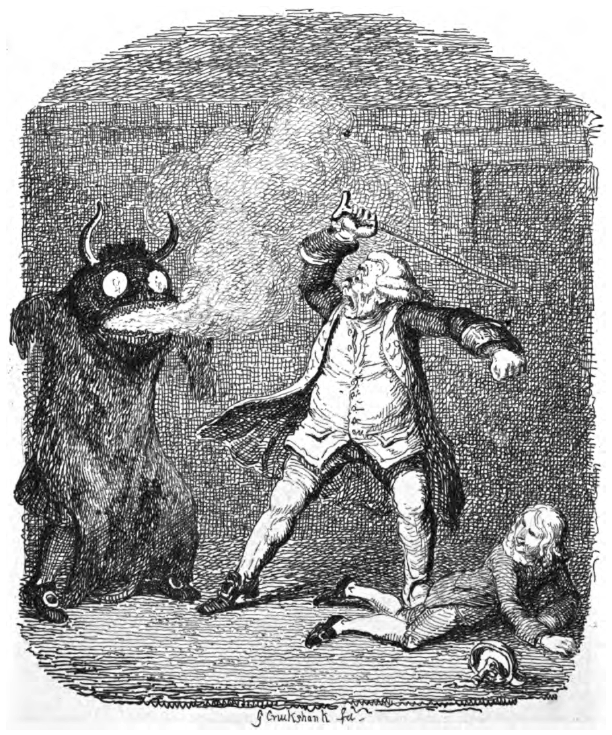
デイヴィ・ジョーンズ（1832年にジョージ・クルックシャンクが、トバイアス・スモレットの小説につけた挿絵）

デイヴィ・ジョーンズの監獄（Davy Jones' Locker）とは、海底の呼び名の一つで、溺れた船乗りの死や船の沈没を表す慣用句。水死人や沈没船を婉曲的に表現したもので、船乗りや船が海の底にとどめられている、「デイヴィ・ジョーンズの監獄に送られた」と言い表す。
デイヴィ・ジョーンズとは船乗りの間で信じられている悪魔のことで、19世紀の辞書には「ヨナの亡霊」と記述されていたようである（ヨナは旧約聖書に出てくる預言者。神に逆らい、海に放り込まれて魚に飲まれた）。他にも過去に存在した不器用な船乗りや、船乗りを誘拐したパブの店主が由来だとする説もある。

## 歴史
デイヴィ・ジョーンズが出てくる作品の中で最も古いものはダニエル・デフォーの『Four Years Voyages of Capt. George Roberts』（1726年）という作品である。
トバイアス・スモレットが1752年に書いた『The Adventures of Peregrine Pickle』にもデイヴィ・ジョーンズの記述がある。
この小説ではデイヴィ・ジョーンズは皿のような眼と三列の歯を持ち、角としっぽが生え、鼻から青い煙を出すとされている。

### 推測される起源
「デイヴィ・ジョーンズ」の言い伝えがどこで生まれたのかははっきりしておらず、以下のように多くの推測や言い伝えがなされている。
- 『Dictionary of Phrase and Fable』（1898年）という辞書では、デイヴィ・ジョーンズは西インド諸島カリブ海の「duppy（duffy）」や、旧約聖書に出てくるヨナに関連するとされている。

- デイヴィ・ジョーンズという、1630年代にインド洋で活動していたそれほど有名ではない実在の海賊から来ているという説がある。[7]
- ダファー・ジョーンズ（duffer＝うすのろ）という、しょっちゅう海に落っこちることで有名だった近眼の船乗りから来ているという説がある。[8]
- イギリスのパブの店主の名から来ているという説がある。彼は酔っぱらった船乗りをエール倉庫に閉じ込め、通りかかる船に売り渡していたとされる。[6]
- 言語学者は、「デイヴィ」はウェールズの船乗りたちが加護を祈る聖人デイヴィッドに由来し、「ジョーンズ」は聖人ヨナに由来すると考えている。[9]

## 評判

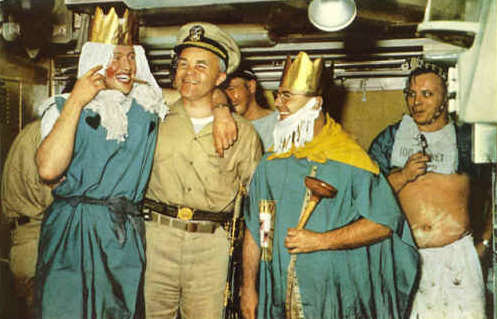
アメリカ海軍の原子力潜水艦トライトンで行われた赤道祭。黄色いケープを羽織りラバーカップを笏がわりに持っているのがデイヴィ・ジョーンズ。（1960年）

全ての言い伝えがデイヴィ・ジョーンズを恐ろしいものだとしているわけではない。船乗りの間で行われる赤道祭では、赤道を越えた経験のある者（ネプチューンの息子たちと呼ばれる）が儀式を執り行う。最年長の船乗りがネプチューン王を演じ、その第一の従者としてデイヴィ・ジョーンズが演じられる。

## メディアにおける使用

### 19世紀
ワシントン・アーヴィングは1824年に『Adventures of the Black Fisherman』という作品でデイヴィ・ジョーンズに言及している。
エドガー・アラン・ポーの『King Pest』（1835年）という作品では、ターポーリン（古語で「船乗り」を指す）というアンチヒーローが軽蔑の口調でデイヴィ・ジョーンズについて語っている。ペスト王が「この世のものとは思えない、その王」「その者の名は、死だ」と話すのに対し、ターポーリンは「それはデイヴィ・ジョーンズのことだろう！」と答えるのである。
ハーマン・メルヴィルは『白鯨』（1851年）において以下のようにデイヴィ・ジョーンズについて言及している。
チャールズ・ディケンズの『荒涼館』（1852年-1853年）では、バジャー夫人が前夫の仕事観を説明する際、デイヴィ・ジョーンズが恐るべき眼力を持つと表現している。
ロバート・ルイス・スティーヴンソンの『宝島』（1883年）では、「デイヴィ・ジョーンズの名にかけて」などのフレーズでその名が3回登場している。

### 20世紀

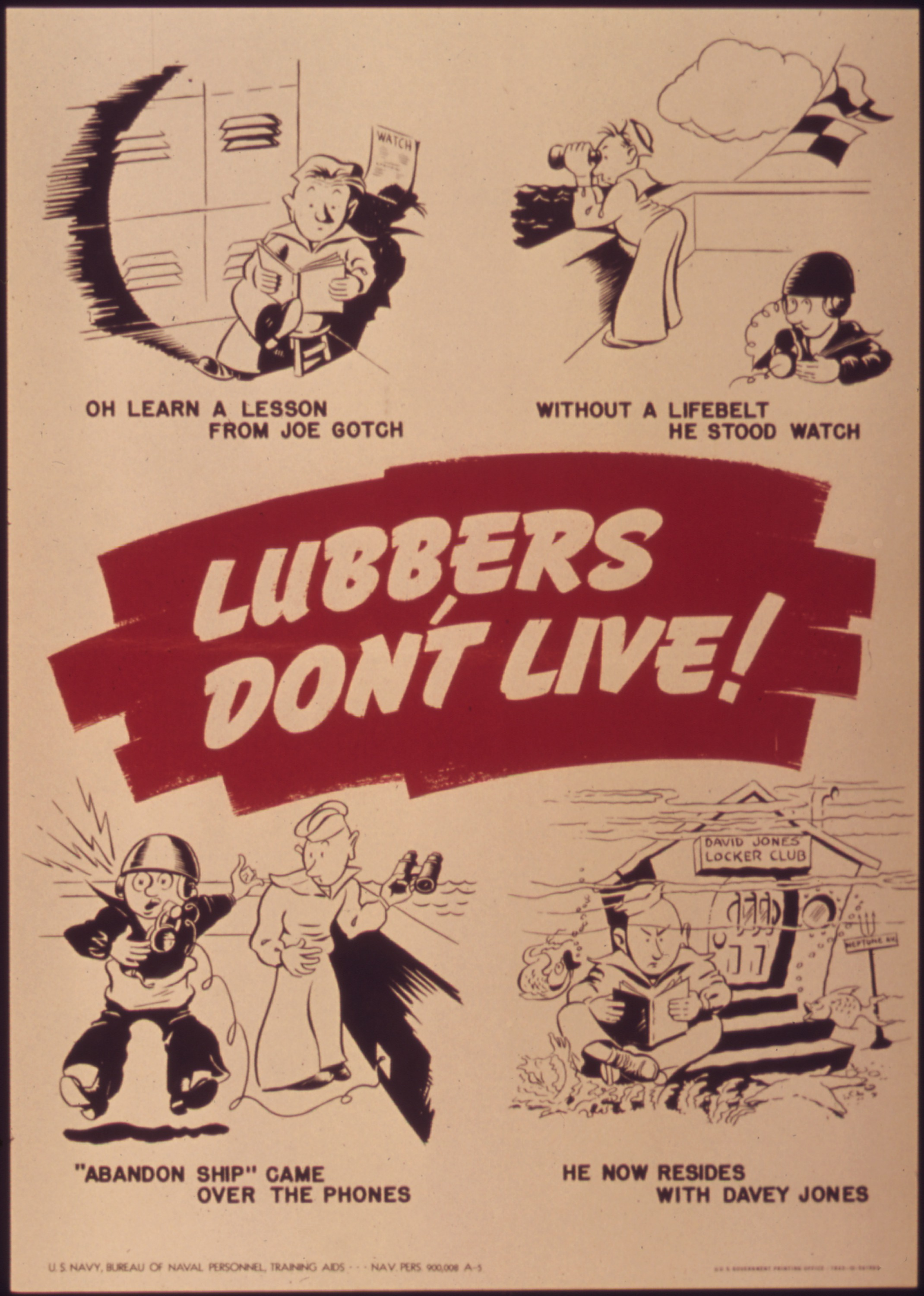
デイヴィ・ジョーンズに言及している、第二次世界大戦時下のポスター。 「lubber」とは不器用で不注意な船乗りのこと。そういう船乗りはデイヴィ・ジョーンズと共に暮らすはめになる、と右下の絵で警告している。

ジェームス・マシュー・バリーの『ピーター・パン』（1904年に戯曲、1911年に小説が発表された）では、フック船長が以下の歌を歌う。
現代にも伝わるアメリカ海軍の『錨を上げて』という歌では、1920年代に付け加えられた歌詞の中にデイヴィ・ジョーンズが出てくる。
20世紀の音楽では、デイヴィ・ジョーンズはポール・マッカートニーの『Morse Moose and the Grey Goose』（アルバム『ロンドン・タウン』に収録）や、ビースティ・ボーイズの『'Rhymin and Stealin'』という曲に登場する。

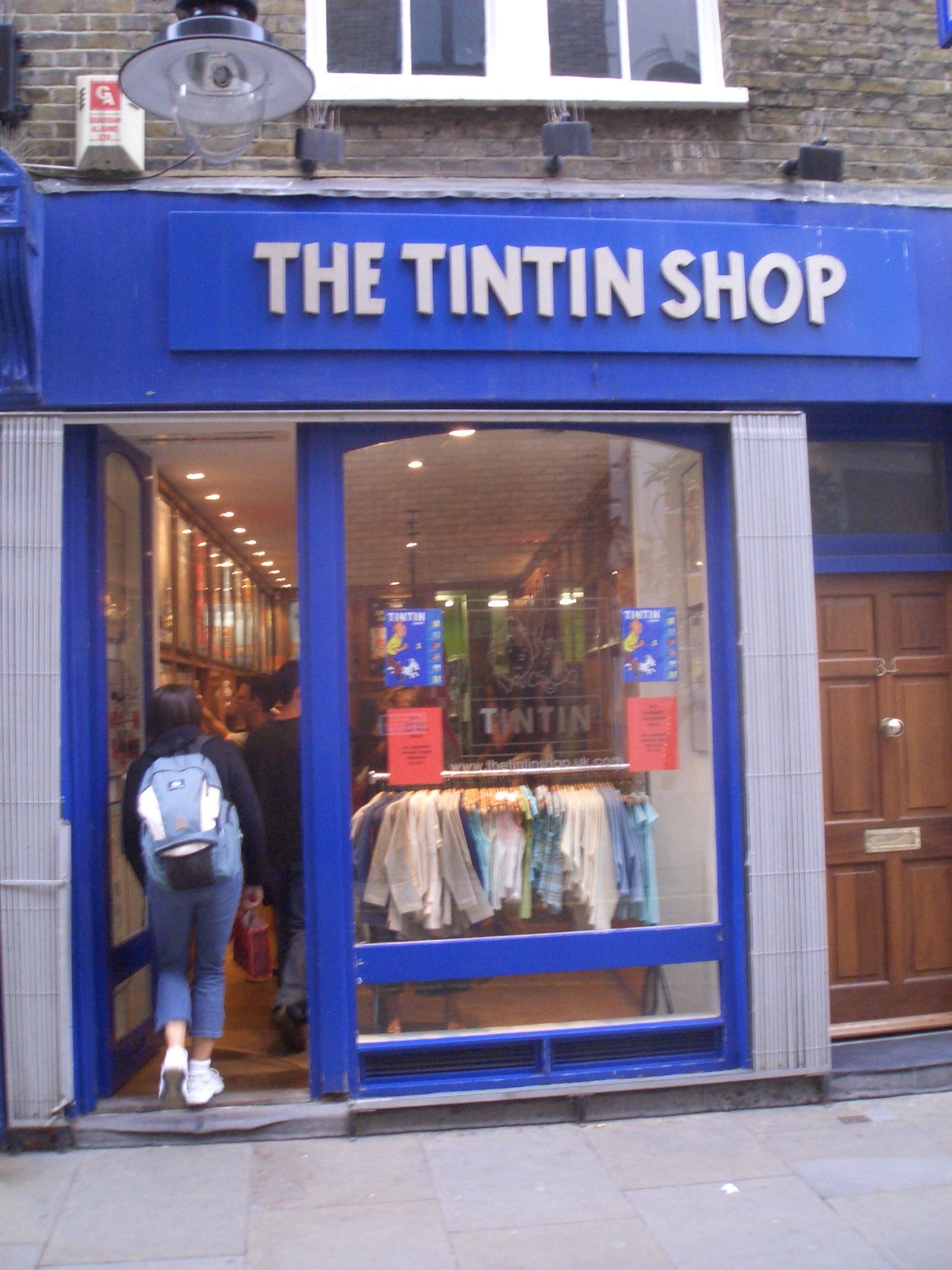
イギリス・ロンドン・コヴェントガーデンのタンタンショップ

漫画『タンタンの冒険』では登場人物であるハドック船長がデイヴィ・ジョーンズの名を時おり口にする。『なぞのユニコーン号』という作品の17ページ目では、自分の先祖であるフランソワ・ド・アドック卿のことをタンタンに説明する際、海賊が赤い旗を掲げた様子をこう語っている。「真っ赤な三角旗だ！…　慈悲など微塵もない！…　狙いを付けられたら、戦意など喪失してしまう。わかるかい？　砲撃されでもしたら一人残らずデイヴィ・ジョーンズの監獄行きだ！」
ジェネシスの『Dodo/Lurker』（1981年のアルバム『アバカブ』に収録）の6番にはこんな歌詞がある。「海ほどに深い愛の夢を見れば、彼はどこに行くのか？　一体何をするのか？　デイヴィ・ジョーンズとセイレーンたちが彼を海の底までさらっていくのだろうか？」
アイアン・メイデンの『Run Silent Run Deep』（潜水艦の交戦を描く）には以下の歌詞がある。「救命ボートは壊れ、船体はバラバラだ。燃料が燃えていて、嫌な焦げた臭いがする。デイヴィ・ジョーンズの元へ、沈んでいく。ひとりでに誰もが？　たった一人きりで…」
バンドクラッチ (バンド)の『Big News I』という曲は、逆再生すると「彼らの骨、骨、乾いた、乾ききった骨。デイヴィ・ジョーンズの監獄に沈んでくる」という歌詞が聞こえる。
1960年代にアメリカで放映されたコメディードラマ『ザ・モンキーズ (テレビドラマ)』の「海賊をやっつけろ」という回では、バンドモンキーズのボーカルであるデイビー・ジョーンズが船で誘拐されるデイヴィ・ジョーンズという名の役を演じ、「本物の」（海の底の死者の王である）デイヴィ・ジョーンズは自分の祖父だと言い張ることによって特別待遇を受けるシーンがあった。そうこうしているうちに彼のバンドメンバーたちも誘拐され、ドタバタ喜劇が続いていく。
『ページマスター』（1994年）という映画では、パトリック・スチュワート演じるアドベンチャーとマコーレー・カルキン演じるリチャード・タイラーが船で遭難した際、リチャード・タイラーが他の登場人物の安否を尋ねると、アドベンチャーが悲しげに「残念だが彼らはデイヴィ・ジョーンズの元へ沈んでいった」というシーンがある。
ティアーズ・フォー・フィアーズの『キングス・オブ・スペイン』（1995年）というアルバムの「Don't Drink the Water」という曲には、「君が泳ぐのを見ていた。墓場へと沈むのを。デイヴィ・ジョーンズの監獄へと。波の奥底へと…」という歌詞がある。

### 21世紀

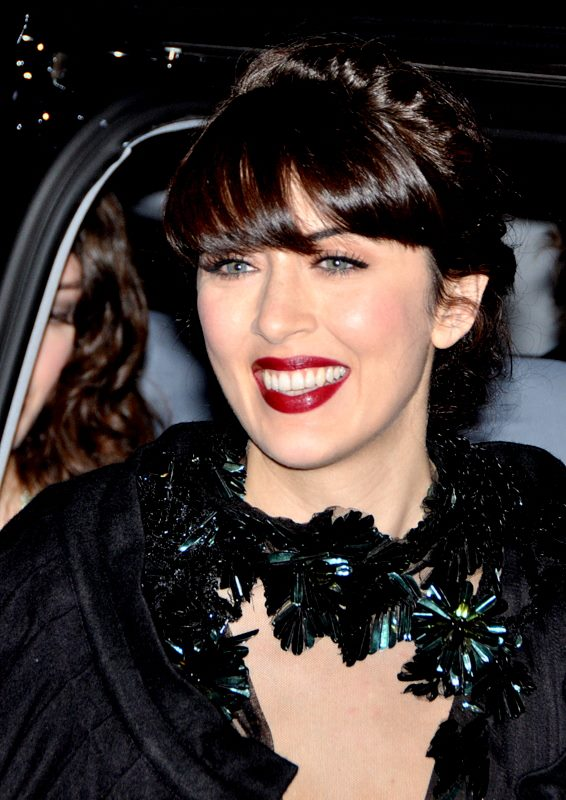
ノルウェン・ルロワ

映画シリーズ『パイレーツ・オブ・カリビアン』では、デイヴィ・ジョーンズはフライング・ダッチマンの伝承と融合して登場する。デイヴィ・ジョーンズの監獄は死者が課せられる苦行の一つとされ、デイヴィ・ジョーンズは水死人をあの世へ送り届ける任務を負った船長であり、恋人である海の女神カリュプソーに裏切られた怒りから任務を放棄した設定になっている。
ここに出てくるデイヴィ・ジョーンズとカリプソは、独立した中編小説『Davy Jones & the Heart of Darkness』が元となっている。デイヴィ・ジョーンズは冥界の河の渡し守であるカローンと共に地獄で訓練をしているとされる。
ゲーム『バンジョーとカズーイの大冒険2』では、「ジョリーのリゾート」というステージの海の底にロッカー（鍵のかけられる戸棚）が散乱してるマップがあり、その中に「D・ジョーンズ」と書かれたロッカーを見つけることが出来る（Davy Jones' Lockerのパロディ）。このロッカーの扉を壊すことでステージボスのマップへ行くことが出来る。
テレビアニメの『スポンジ・ボブ』では、海の底に本物のロッカーがあり、前述のバンド「モンキーズ」のボーカルであるデイビー・ジョーンズが運動靴下を入れているという設定がある。
GPSを利用した宝探しゲームであるジオキャッシングでも、デイヴィ・ジョーンズの監獄にちなんだ設定がある。
マシュー・パールの『The Last Dickens』という小説では、大西洋横断定期船であるサマリア号の船長が、ヘルマン・ザ・パーシーという人物は「デイヴィ・ジョーンズの監獄で静かに眠っているだろう」、すなわち「既に溺死して海の底に沈んでいるに違いない」と考える。この小説ではディケンズ風の内容とともに、船乗りたちの使う専門用語が繰り返される。
フランスのシンガーソングライターであるノルウェン・ルロワは2012年のアルバム『Ô Filles de l'Eau』で、まさに「Davy Jones」という曲を出している。「デイヴィ・ジョーンズ、あぁデイヴィ・ジョーンズ。どこに骨が眠るだろう。青い海の深い水底。青い海の深い水底…」という歌詞がある。

## 注
1. ↑  Caption: Oh learn a lesson from Joe Gotch - Without a lifebelt he stood watch - "Abandon ship" came over the phones - He now resides with Davey Jones